# Udenomsparlamentarisk opposition
Udenomsparlamentarisk opposition (tysk: Außerparlamentarische Opposition , fork. APO) var en løst struktureret venstreorienteret protestbevægelse, der var aktiv i Vesttyskland fra slutningen af 1960'erne til begyndelsen af 1970'erne. Oppositionsgrupperingen udgjorde en central del af den tyske studenterbevægelse.
De aktive i den udenomsparlamentariske opposition bestod mestendels af unge, der var utilfredse med den regerende store koalition af SPD og CDU. Regeringspartierne kontrollerede 95% af mandaterne i Forbundsdagen, og der var således ingen de facto opposition i parlamentet, hvilket de unge var utilfreds med. Den udenomsparlamentariske opposition fungerede som talerør for denne utilfredshed. Medlemmerne var både studerende, folk fra fagbevægelsens venstrefløj samt andre unge. Gruppens ledende person var Rudi Dutschke.
Den udenomsparlamentariske oppositions aktiviteter kulminerede efter mordforsøget på Rudi Dutschke med demonstrationer mod Springer-koncernen og mod nødretslovgivningen. Gruppen blev derefter opløst, men flere af bevægelsens medlemmer blev aktiv i andre venstrefløjsgrupperinger, bl.a. Rote Armee Fraktion.